# José Parra Martínez
José Parra Martínez (28. srpna 1925, Blanes – 29. února 2016) byl španělský fotbalista. Hrával na pozici obránce.
V dresu španělské reprezentace hrál na mistrovství světa roku 1950, kde Španělé skončili čtvrtí. Na tomto šampionátu byl federací FIFA zařazen i do all-stars týmu. Celkem za národní tým odehrál 7 utkání.